# ترویل، اوورنی
ترویل، اوورنی (به فرانسوی: Tréville) یک کامین در فرانسه است که در Canton of Castelnaudary-Nord واقع شده‌است.

## خصوصیات
ترویل ۵٫۳۳ کیلومترمربع مساحت و ۱۱۱ نفر جمعیت دارد و ۲۵۰ متر بالاتر از سطح دریا واقع شده‌است.